# マリオン・ハットン
マリオン・ハットン（Marion Hutton、1919年3月10日 - 1987年1月10日）は、アメリカ合衆国の歌手、女優。

## 生い立ち
マリオン・ソーンバーグ (Marion Thornburg) として生まれた彼女は、女優ベティ・ハットンの姉であるが、彼女たちの父親は彼女たちがまだ幼い頃に家族を捨て、後に自殺した。母親は様々な仕事をしながら一家を養い、後には酒類の違法売買で成功を収めた。姉妹はいずれも、歌手としてヴィンセント・ロペスの楽団と共演した。

## グレン・ミラーに見出される
ハットンは、グレン・ミラーに見出され、1938年にグレン・ミラー楽団 (Glenn Miller Orchestra) に加わるよう誘われた。「私は当時まだ17歳で、,,, グレンとヘレン（ミラーの妻）が私の法律上の保護者になってくれました。私には父の記憶がないので、彼は私にとって父のような存在です。」ハットンは未成年であったため、ナイトクラブでは歌うことが許されなかった。グレンミラーと妻のヘレン・バーガー・ミラー (Helen Burger Miller) が正式にハットンの養父母と認められ、ナイトクラブにおけるハットンのシャペロンとなってからは、ハットンもそうした場所へ出向けるようになった。マリオン・ハットンは、自分のことを、歌手というよりはエンターテナーだと考えていた。ハットンは、ミラーの楽団にとって重要な一部となった。彼女は、ミラーの楽団が解散する1942年まで、付かず離れずでミラーに関わり続けた。

## 映画出演
コネチカット州ミドルタウンのウェズリアン大学で教授を務める映画史家ジェニーン・ベイシンガー (Jeanine Basinger) は、2007年に刊行した著書『The Star Machine』の中で、女優で歌手でもあったマリオンの妹ベティ・ハットンについての章の中で、マリオン・ハットンについても言及している。ベイシンガーは、1940年代はじめには妹のベティよりもマリオンの人気が高かったように思われるとしている。マリオン・ハットンは、グレン・ミラー楽団が出演した映画『オーケストラの妻たち (Orchestra Wives』（1942年：20世紀フォックス）で端役を演じた。グレン・ミラーが陸軍に入った1942年以降は、ミラー楽団の仲間だったテックス・ベネキー (Tex Beneke) やモダネアーズ (The Modernaires) とともに、各地の劇場を回るツアーを行なった。彼女の経歴で次に起こった大きな出来事は、1940年代半ばのアボットとコステロの映画『In Society』への出演であった。1947年10月には、デジ・アーナズの楽団とミネアポリスのラジオ・シティ劇場 (Radio City Theatre) で共演した。1940年代も終わりに近づくと、マリオンの人気も衰えていった。最後に出演した映画は、1949年のマルクス兄弟の映画『ラヴ・ハッピー (Love Happy)』であった。

## 私生活
ハットンは3回結婚した。1940年には、宣伝マンで、後にジャッキー・グリーソン (Jackie Gleason) のテレビ番組のプロデューサーとなったジャック・フィルビン (Jack Philbin) と結婚した。彼女とフィルビンの間には、息子2人、ジョンとフィリップが生まれた。次に再婚したのは、作家ジャック・ダグラス (Jack Douglas) で、彼女は3人目の息子ピーターを生んだ。1954年、最後に再々婚した相手は、1940年代にアンドリュース・シスターズやビング・クロスビーなどの編曲を手がけたヴィック・ショーン (Vic Schoen) であった。1974年に、最初の結婚の当時を振り返ってジョージ・T・サイモン (George T. Simon) に次のように語っている。「私は何よりも、妻に、母になりたかったんです。キャリアにはまったく関心がありませんでした。」
ニューヨーク・タイムズ紙によれば、マリオン・ハットンは1965年当時、様々な依存症に関する治療を探していた。また、50代後半に至ってから、大学に入学した。心理学で2つの学位を取得し、地元の病院に職を得て働いた。
1981年、金銭問題を抱えたマリオン・ハットンと夫のヴィック・ショーンは、カリフォルニア州アーバインから、シアトルの郊外に位置するワシントン州カークランドへ移り住み、アルコールや薬物への依存症患者を支援する施設「Residence XII」を創設した。ハットンはこの施設の執行役員となった。ショーンとハットンは、この施設の資金集めのために、様々な機会に演奏を行なった。ハットンもショーンも、1970年代にはアルコール依存症に苦しんでおり、その後、断酒に成功して、アルコホーリクス・アノニマス (AA) に加わっていた。彼らは1980年代まで、定期的に集会に参加し、自分たちの経験や、人生の中で学んだ教訓を語りながら、数多くの依存症患者を支援した。ショーンは、1984年にPBSがシアトルで制作した番組『Glenn Miller Remembered』のために楽曲を編曲し、この番組には、テックス・ベネキーやマリオン・ハットンが出演した。

## 死
マリオン・ハットンは、1987年1月10日に癌のために死去した。